# 稀鎂科技
稀鎂科技集團控股有限公司（Rare Earth Magnesium Technology Group Holdings Limited），簡稱「稀鎂科技」，前身權智（國際）有限公司（Group Sense (International) Limited），成立於1988年6月，1993年1月於香港交易所上市（港交所：0601）。公司董事是譚偉豪。權智國際主要業務為設計、製造及銷售各種掌上電子產品，主要是電子辭典、智能手機及個人數碼助理。
權智國際於1989年推出首部以「快譯通」為品牌的英漢電子翻譯辭典，1992年12月設立臺灣子公司「快譯通股份有限公司」（Instant Technology Co., Ltd.）。現時除了「快譯通」品牌外，權智國際也生產其他語言的電子辭典。
2018年7月20日，權智國際改名為「稀鎂科技集團控股有限公司」（Rare Earth Magnesium Technology Group Holdings Limited），簡稱「稀鎂科技」、「REMT」。

## 外部連結
- 權智（國際）有限公司 （页面存档备份，存于）
- 稀鎂科技[]